# ゲインズバラ (競走馬)
ゲインズバラ（Gainsborough、ゲインズボローとも）はイギリスの競走馬である。1918年にイギリスクラシック三冠（ただし代替競走を含む）を制した。日本においては、戦前に種牡馬として大きな成功を収めたトウルヌソルの父として知られる。競走馬名はリンカンシャー州の鉄道の駅に由来する。

## 生涯

### 誕生
ゲインズバラは1915年1月24日、イギリスのニューベリー競馬場の近くにあるハーウッド牧場で生まれた。成長するに従い馬体の逞しさが目立つようになり、生産者のダグラス夫人は自ら所有する意向であったが第一次世界大戦間近の緊迫した世相（1915年にはダービーステークスの行われるエプソム競馬場がイギリス陸軍に接収されるなど、競馬を取り巻く環境は悪化していた）に触れて心変わりし、1916年9月にニューマーケットで開催されたセリ市に出品した。しかしダグラス夫人が最低落札価格を2000ギニーに設定したのに対し1800ギニーの値段しかつかなかったため主取り（出品者が自ら買い取ること）となった。
なおこの時、あるアメリカ人馬主と第6代ポートランド公爵がゲインズバラに目をつけていたもの前者は代理人が濃霧による列車の遅れからセリ市に間に合わず、後者は遊興に使う金を軍事国債購入に充てるよう政府の勧告を受け、購入を断念せざるを得なくなったと伝えられている。当時もこの噂が競馬界に広まり、ダグラス夫人の元には2000ギニーを上回る価格での購入の申し込みが多く寄せられるようになったが、再び心変わりしたダグラス夫人はゲインズバラを調教師のカレッジ・リーダーに預託し、リーダーの厩舎とハーウッド牧場に「ゲインズバラはいかなる買い値をつけてこようと絶対に売らない」と書いた看板を掲げて拒絶の意思を示した。まもなくリーダーが徴兵され、ゲインズバラは「マントンの魔術師」と呼ばれた有力な調教師であるアレック・テイラーによって管理されることになった。

### 競走馬時代

#### 1917年
ゲインズバラは1917年7月末、ニューマーケット競馬場で行われたサーロウプレート（芝1000m）でデビューした。この年のイギリス競馬は競馬開催禁止令が出され、間もなく撤回されたもののダービーステークスの施行が2か月遅れの7月末にずれ込む事態に見舞われたが、ゲインズバラのデビュー戦はダービーステークス開催の日に行われた。ゲインズバラはこのレースで4着に敗れ、翌8月に出走したラムセイ・プレート（芝1000m）でも3着に敗れた。その後ゲインズバラは9月11日にオータムステークス（芝1200m）を優勝し、3戦1勝でこの年のシーズンを終えた。なお、1917年の2歳フリーハンデでは第2位にランキングされている。

#### 1918年
1918年4月、ゲインズバラは調教が不足した状態でシバラルズステークス（芝1000m）に出走し、5着に敗れた。この後テイラーが管理する3歳馬ののうちゲインズバラを含む選り抜きの5頭を同時に走らせたところゲインズバラが1着となった。これを見たテイラーは「2000ギニーの勝利は九分九厘間違いない」と語ったとされる。5月1日、2000ギニーに出走したゲインズバラはゴールまで残りおよそ400mの地点で先頭に立ち、そのままゴールし優勝した。
この年のダービーステークスは6月4日、前述のようにエプソム競馬場が接収されていた影響から2000ギニーと同じニューマーケット競馬場で行われた。1番人気に支持されたゲインズバラは2000ギニーと同様のレース運びを見せ優勝、イギリスクラシック二冠を達成した。なおこの勝利により、ダグラス夫人はダービーステークスを制した初めての女性馬主となった。同じ6月にはゴールドカップの代替レースであるニューマーケットゴールドカップに出走し優勝した。
9月10日、ゲインズバラはイギリスクラシック三冠制覇をかけ、セントレジャーステークスの代替レースであるセプテンバーステークスに出走、レース開始直後から先頭に立ち、そのまま逃げ切って優勝、史上13頭目のイギリスクラシック三冠馬となった。ただし、ダービーステークスとセントレジャーステークスが本来行われるべき競馬場ではなくニューマーケット競馬場で行われたことを理由にゲインズバラをイギリスクラシック三冠馬と認めない者もいる。なお、父のバヤルドは前年にも産駒のゲイクルセイダーがイギリスクラシック三冠を制しており、2年連続でイギリスクラシック三冠馬を輩出したことになる。ゲイクルセイダーの管理調教師はアレック・テイラーで、こちらも2年連続でイギリスクラシック三冠馬を管理したことになる。その後ゲインズバラは10月2日にジョッキークラブステークスに出走したが、同厩のプリンスチメイの2着に敗れた。

### 競走馬引退後
ジョッキークラブステークスで敗れた後、ゲインズバラはレースに出走することのないまま1年余りを過ごし、1920年に種牡馬となった。種付料は400ギニーで、この価格は1939年まで据え置かれた。ゲインズバラの種牡馬成績はしばしばリーディングサイアー10位以内に入る安定したもので、1932年と1933年にはハイペリオンの活躍によって2年連続でリーディングサイアーになった。ハイペリオン以外の産駒にはソラリオ、シンガポール、オーウエルなどがいる。活躍した産駒はいずれも牡馬で、牝馬には目立つ活躍馬がいない。ただしブルードメアサイアーとしては優れた成績を残しており、1931年にはイギリスのリーディングブルードメアサイアーとなった。
1945年6月5日、ゲインズバラはハーウッド牧場で老衰のため死亡した。

## 主な産駒
- ハイペリオン（ダービーステークス、セントレジャー）
- ソラリオ（セントレジャー）
- シンガポール（セントレジャー）
- オーウエル（2000ギニー）

## ブルードメアサイアーとしての主な産駒
- ミュージアム（アイルランドクラシック三冠）
- カメロニアン（2000ギニー、ダービーステークス）
- マームード（ダービーステークス）
- ムシドラ（1000ギニー、オークス）

## 血統
母のローズドロップは競走馬としてヨークシャーオークスなど5勝を挙げた。ゲインズバラ出産後の1922年にアメリカへ売却され、同国で1930年に死亡した。ゲインズバラ以外に目立つ活躍をした産駒はいない。
| ゲインズバラの血統（ハンプトン系 / Galopin5×3×4=21.88%、Sterling5×5=6.25%） | ゲインズバラの血統（ハンプトン系 / Galopin5×3×4=21.88%、Sterling5×5=6.25%） | ゲインズバラの血統（ハンプトン系 / Galopin5×3×4=21.88%、Sterling5×5=6.25%） | （血統表の出典）  | （血統表の出典） |
| 父 Bayardo 1906 鹿毛                                                        | 父の父Bay Ronald 1893 鹿毛                                                  | Hampton                                                                     | Lord Clifden      | Lord Clifden     |
| 父 Bayardo 1906 鹿毛                                                        | 父の父Bay Ronald 1893 鹿毛                                                  | Hampton                                                                     | Lady Langden      |                  |
| 父 Bayardo 1906 鹿毛                                                        | 父の父Bay Ronald 1893 鹿毛                                                  | Black Duchess                                                               | Galliard          | Galliard         |
| 父 Bayardo 1906 鹿毛                                                        | 父の父Bay Ronald 1893 鹿毛                                                  | Black Duchess                                                               | Black Corrie      |                  |
| 父 Bayardo 1906 鹿毛                                                        | 父の母Galicia 1898 黒鹿毛                                                   | Galopin                                                                     | Vedette           | Vedette          |
| 父 Bayardo 1906 鹿毛                                                        | 父の母Galicia 1898 黒鹿毛                                                   | Galopin                                                                     | Flying Duchess    |                  |
| 父 Bayardo 1906 鹿毛                                                        | 父の母Galicia 1898 黒鹿毛                                                   | Isoletta                                                                    | Isonomy           | Isonomy          |
| 父 Bayardo 1906 鹿毛                                                        | 父の母Galicia 1898 黒鹿毛                                                   | Isoletta                                                                    | Lady Muncaster    |                  |
| 母 Rosedrop 1907 栗毛                                                       | 母の父St.Frusquin 1893 黒鹿毛                                               | St.Simon                                                                    | Galopin           | Galopin          |
| 母 Rosedrop 1907 栗毛                                                       | 母の父St.Frusquin 1893 黒鹿毛                                               | St.Simon                                                                    | St.Angela         |                  |
| 母 Rosedrop 1907 栗毛                                                       | 母の父St.Frusquin 1893 黒鹿毛                                               | Isabel                                                                      | Plebeian          | Plebeian         |
| 母 Rosedrop 1907 栗毛                                                       | 母の父St.Frusquin 1893 黒鹿毛                                               | Isabel                                                                      | Parma             |                  |
| 母 Rosedrop 1907 栗毛                                                       | 母の母Rosaline 1901 鹿毛                                                    | Trenton                                                                     | Musket            | Musket           |
| 母 Rosedrop 1907 栗毛                                                       | 母の母Rosaline 1901 鹿毛                                                    | Trenton                                                                     | Frailty           |                  |
| 母 Rosedrop 1907 栗毛                                                       | 母の母Rosaline 1901 鹿毛                                                    | Rosalys                                                                     | Bend Or           | Bend Or          |
| 母 Rosedrop 1907 栗毛                                                       | 母の母Rosaline 1901 鹿毛                                                    | Rosalys                                                                     | Rosa May F-No.2-n |                  |